# FC Msida Saint Joseph
Der FC Msida Saint Joseph ist ein maltesischer Fußballverein aus Msida.

## Geschichte
Der FC Msida Saint Joseph wurde 1906 gegründet. 1910 war der Klub eines der Gründungsmitglieder der Civilian Football League. Nachdem bei einem Spiel gegen Sliema Wanderers Zuschauer das Spielfeld gestürmt hatten und daraufhin die Punkte der gegnerischen Mannschaft zugesprochen wurden, trat der Klub in dieser Spielzeit nicht mehr an. Als nach einem Jahr Pause der Spielbetrieb in der Liga wieder aufgenommen wurde, wurde Saint Joseph nicht mehr eingeladen. Dennoch gelang 1912 der Einzug ins Endspiel des Mile End Cup, eines Vorgängerwettbewerbs des maltesischen Pokals. Dort verlor man jedoch klar mit 0:3 gegen St. George’s FC.
In den folgenden Jahren spielte die Mannschaft hauptsächlich unterklassig. 1935 gelang der Aufstieg in die dritte Liga, in der man auf Anhieb Meister wurde. 1936 wurde auch der Amateurpokal gewonnen. 1937 verpasste die Mannschaft den Durchmarsch in die erste Liga nur knapp. Punktgleich mit Xewkija Tigers musste ein Entscheidungsspiel über den Aufstieg entscheiden. Dieses wurde mit 1:3 verloren.
Nach dem Zweiten Weltkrieg nannte sich der Klub Msida Amateurs und wurde 1945 Meister der dritten Liga D. Ein Jahr später erfolgte die Umbenennung in Msida Wolves. Unter diesem Namen gelang 1948 der Aufstieg in die zweite Liga. Nach dem Abstieg 1955 erfolgte die Rückumbenennung in Saint Joseph.
1966 gelang der erneute Aufstieg in die zweite Liga und als dortiger Meister der direkte Durchmarsch in die Maltese Premier League. Dem direkten Wiederabstieg folgte der Wiederaufstieg. Aber der Klassenerhalt wurde wieder verpasst. 1975 gelang der erneute Aufstieg und dieses Mal konnte Saint Joseph vier Jahre im Oberhaus bleiben.
Bis 1992 spielte Saint Joseph in der zweiten Liga, dann erfolgte der Abstieg in die Drittklassigkeit und kurze Zeit später ging es in die vierte Liga.
2001 wurde die Mannschaft souverän mit nur einer Niederlage Meister der vierten Liga. Die Erfolgsserie wurde auch in der dritten Liga fortgesetzt. Ohne Niederlage gelang auch hier die Meisterschaft und auch in der zweiten Liga ließ sich die Mannschaft nicht beirren und erreicht auch hier den Meistertitel und stand somit 22 Jahre nach dem letztmaligen Abstieg und drei Jahre nachdem man noch in der untersten Liga antreten musste wieder in der Premier League.
Zwar musste Saint Joseph 2004 als Tabellenvorletzter in der Relegationsrunde antreten, dort konnte man jedoch als Zweiter den Klassenerhalt sicherstellen. In der zweiten Spielzeit konnte trotz eines Punktabzuges, am 15. Januar 2005 hatte ein Vorstandsmitglied des Vereins beim 1:1-Unentschieden gegen Pietà Hotspurs wegen eines Elfmeters in der Nachspielzeit für den Gegner einen Schiedsrichterassistenten attackiert, die Klasse gehalten werden. Gleichzeitig zog die Mannschaft erstmals ins Pokalfinale ein, musste sich aber FC Birkirkara mit 1:2 geschlagen geben. In der dritten Spielzeit nach dem Wiederaufstieg schaffte Saint Joseph erstmals die Qualifikation für die Meisterschaftsrunde, wurde dort aber abgeschlagen Letzter. Auch 2006/07 gelang als Vierter der Einzug in die Endrunde, jedoch sprang erneut nur der sechste Platz heraus. Nach der Saison 2009/10 stieg das Team in die First Division ab. 2011 folgte sogar der Abstieg in die drittklassige Second Division.

## Spieler
- Nicholas Saliba (1983–1987)